# Been On
Been On è un singolo della cantante statunitense Chanel West Coast, pubblicato il 1º luglio 2013 come quarto estratto dall'album in studio Now You Know. È stato scritto da Chanel West Coast, French Montana, Christian Rodgers e Richard Velonskis (Rich Skillz), il quale è anche il produttore.

## Video musicale
Il video musicale è stato reso disponibile il 6 maggio 2014 ed è stato diretto da Rony Alwin.

## Tracce
Testi di Christian Rodgers, Chanel West Coast, Rich Skillz e French Montana.
1. Been On (feat. French Montana) – 3:22